# آقایی (بروجرد)
آقایی روستایی است از توابع شهرستان بروجرد در استان لرستان. این روستا در دهستان دره‌صیدی در بخش مرکزی این شهرستان قرار دارد.

## جمعیت
بنابر سرشماری مرکز آمار ایران، جمعیت آقایی در سال ۱۳۸۵ برابر با ۱۳۵ نفر بوده است که از این میان ۸۱ نفر مرد و بقیه زن بوده‌اند. این روستا ۳۵ خانوار دارد.